# Музей современного искусства Великого герцога Жана

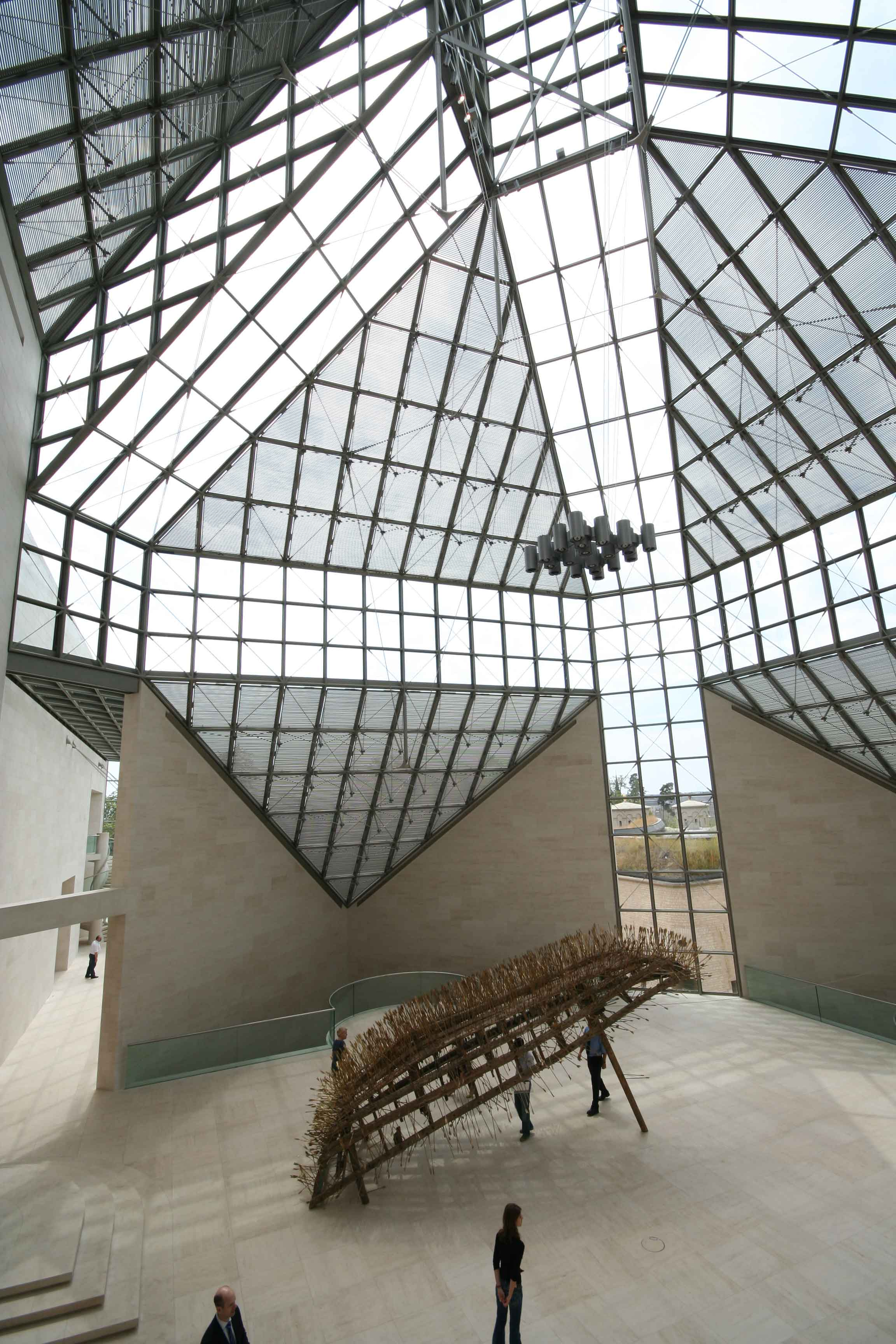
Большой зал музея

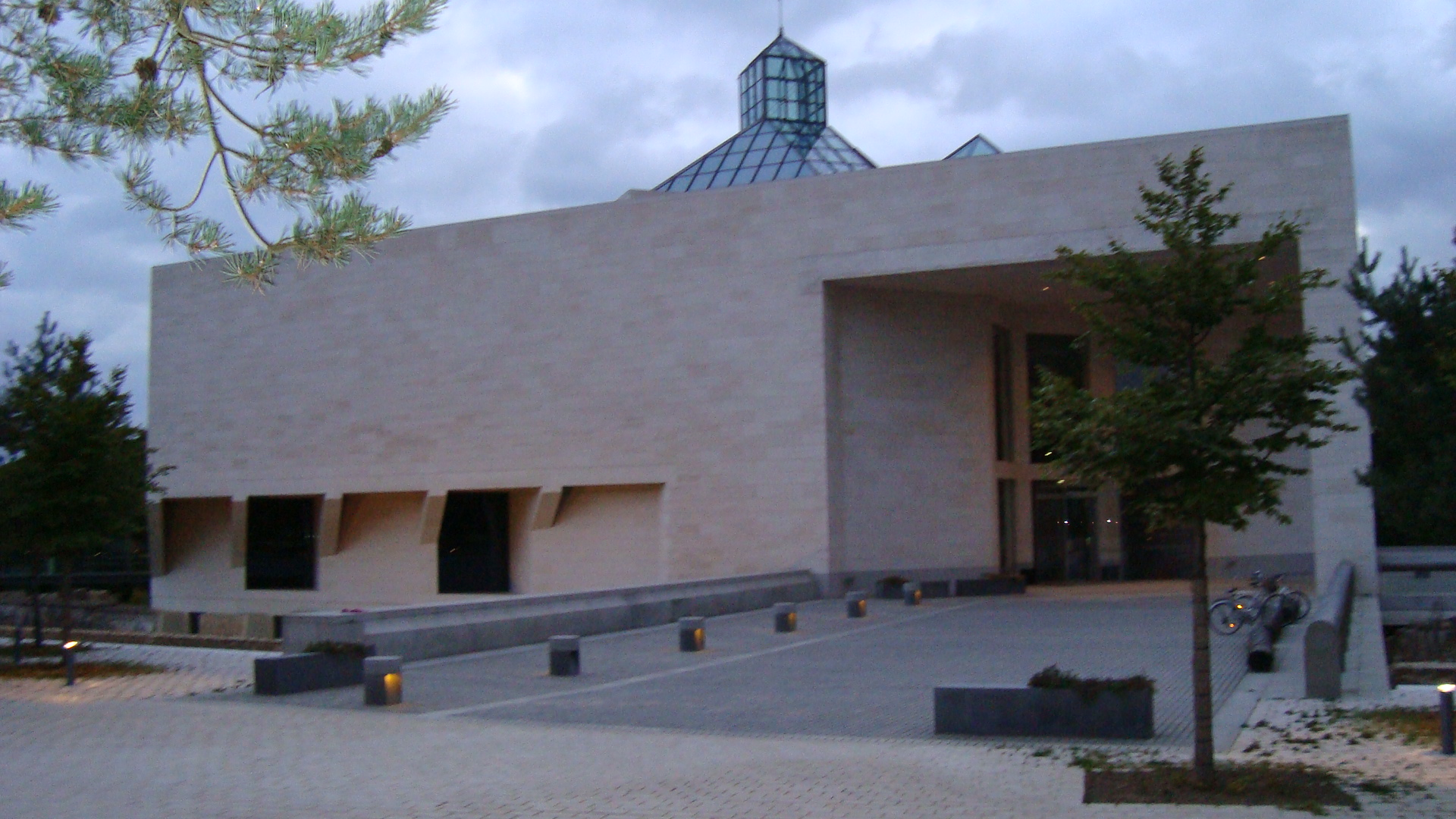
Вход в музей

Музей современного искусства Великого герцога Жана (фр. Musée d’Art Moderne Grand-Duc Jean, сокр. Mudam) — музей современного искусства, расположенный в столице Великого герцогства Люксембург, городе Люксембург. Находится в городском районе Кирхберг, на территории старого укрепления Форт Тюнген (Трёх желудей). Открыт 1 июля 2006 года. Архитектор — Бэй Юймин. Назван в честь Великого герцога Люксембургского Жана, отца нынешнего Великого герцога, Анри.

## Здание
Первые планы создания в Люксембурге Музея современного искусства относятся к концу 1980-х годов. В связи с тем, что в 1995 году город Люксембург должен был стать «культурной столицей» Европы, правительство страны, возглавляемое тогда Жаком Сантером, предложило американскому архитектору китайского происхождения Бэй Юймину подготовить проект здания для этого музея. Для строительства была выбрана местность у старой крепости в городском районе Кирхберг, так как Бэй Юймину показалась удачной идея совместить в своём проекте «старое и новое». Предложенные первоначально строительные планы архитектора подверглись критике: одним они казались слишком дорогими и, а новое здание — слишком крупным, другие опасались, что эта стройка приведёт к разрушению старинного форта рядом. Бэй Юймин должен был предусмотреть сохранение Форта Тюнген, где затем должен был разместиться ещё один музей. В 1996 году правительству Жана-Клода Юнкера был предложен на рассмотрение законопроект о проведении работ по возведению здания нового Музея современного искусства, который был подписан и вступил в действие с 17 сентября 1997 года. 22 января 1999 года в фундамент был заложен первый камень. Строительство обошлось государственной казне в 88 миллионов евро, и сопровождалось судебным процессом, в связи с чем открытие музея состоялось лишь в 2006 году.

## Музей
В период с 2000 и по 2008 год руководителем музея была Мари-Клод Бью. Начиная с 2001 года она возглавляет экспертную комиссию, составлявшую музейную коллекцию. Выбор экспонатов для этого собрания начался ещё в 1996 году. Большую часть экспонатов составляют работы люксембургских художников и скульпторов, а также произведения мастеров из соседних стран. В коллекции в настоящее время насчитывается около 230 произведений искусства более чем 100 авторов. Часть этих работ были сделаны по специальному заказу и соответствуют определённым музейным помещениям, в которых они выставлены.
А стенах музея представлены различные направления современного искусства — живопись, фотография, скульптура, рисунок, графика, малая пластика, мультимедия, мода, дизайн.
Наиболее посещаемый из музеев Люксембурга. В первый год работы здесь побывало более, чем 115 тысяч человек.
Ныне директор музея (с 1 января 2018 года) — Сюзанна Коттер (Suzanne Cotter).

## Представленные в экспозиции мастера
Алвар Аальто, Марина Абрамович, Стивен Балкенхол, Бернд и Хилла Бехер, Пьер Бисмут, Софи Калле, Хусейн Халаян, Клод Клоски, Джеймс Коулмен, Тони Крэгг, Ричард Дикон, Марк Дин, Вим Дельвуа, Стэн Дуглас, Ян Фабр, Ян Гамильтон Финлей, Роланд Фишер, Гюнтер Форг, Gilbert & George, Нан Голдин, Андреас Гурски, Томас Хиршхорн, Фабрис Гайберт, Уильям Кентридж, Марк Льюис, Ричард Лонг, Мишель Майерус, Кристиан Маркли, Мартин Маргиела, Стив Маккуин, Брюс Науман, Ширин Нешат, Альберт Оэлен, Блинки Палермо, Филипп Паррено, Грейсон Перри, Фиона Ра, Пипилотти Рист, Томас Руфф, Томас Шейбиц, Джулиан Шнабель, Синди Шерман, Томас Штрут, Вольфганг Тильманс, Сай Твомбли, Кара Уокер.

## Дополнения
- Официальный веб-сайт музея